# Фундэтура (деревня, Васлуй)
Фундэтура (рум. Fundătura)— деревня, расположенная в жудеце Васлуй в Румынии. Входит в состав коммуны Делешти.

## География
Деревня расположена в 273 км к северо-востоку от Бухареста, 16 км к западу от Васлуя, 52 км к югу от Ясс, 145 км к северу от Галаца.

## Население
По данным переписи населения 2002 года в селе проживали 531 человек.

### Национальный состав
| Национальность | Кол-во человек | Процент |
| -------------- | -------------- | ------- |
| Румыны         | 531            | 100 %   |

### Родной язык
| Язык      | Кол-во человек | Процент |
| --------- | -------------- | ------- |
| Румынский | 531            | 100 %   |